# 교통광고
교통광고(交通廣告)는 이동수단과 교통의 관련된 공공 수송기관이나 정거장 · 역 구내 등이 있으며, 모든 매체에 사용할 수 있는 광고이다.

## 특징
장소와 크기를 자유롭고 선택하여 장기간의 광고할 수 있는 한정된 공간이므로 광고의 도달 빈도와 효과가 매우 높다. 지속적으로 메시지를 전달할 수 있고, 연속 광고가 가능하므로 정보성과 주목성이 떨어질 수 있다. 이러한 광고물의 보존이 어렵고, 훼손될 우려가 있다.

## 종류
- 동적 형태 - 움직이는 수송기관의 안팎에 부착할 수 있는 수송기관의 이동에 따라 이동하는 광고가 있다.
- 정적 현태 - 역 구내, 정류소 등이 치하는 고정용 광고가 있다.
- 형태별 분류 - 포스트형, 액자형, 스티커형, 와이드 컬러 등이 있다.
- 제작 기법 - 인쇄를 통해 부착되거나, 대형 출력을 제작한다.

## 같이 보기
- 광고